# Renato Caccioppoli
Renato Caccioppoli (Nápoles, 20 de enero de 1904–Nápoles, 8 de mayo de 1959) fue un matemático italiano.

## Biografía
Su padre, Giuseppe Caccioppoli, fue un famoso cirujano; su madre, Sofía Bakunin, hija del revolucionario ruso Mijaíl Bakunin. Tras graduarse en matemáticas en el año 1925 trabajó en la universidad de Nápoles hasta 1932. Se mudó a Padua, donde trabajó en la universidad tras conseguir la cátedra  de Análisis algebraico. Regresó a Nápoles en 1934, tras obtener la cátedra de Teoría de grupos.
En 1938 pronunció públicamente un discurso contra Hitler y Mussolini estando este de visita en Nápoles. Fue encarcelado, pero su tía, María Bakunin, logró que lo pusieran en libertad porque pudo convencer a las autoridades de que su sobrino era incapaz de entender y querer. Al terminar la Segunda Guerra Mundial se acercó al Partido Comunista Italiano. En los últimos años de su vida fue abandonado por su esposa y, desilusionado por las luchas políticas, perdió parte de sus capacidades matemáticas y acabó por abusar de alcohol. Se suicidó el 8 de mayo de 1959.

## Actividades científicas
Fue autor de 80 publicaciones. Las más importantes dedicadas a análisis funcionales y cálculos variacionales.
Desde 1930 se dedicó a las ecuaciones diferenciales, campo en el que fue el primer matemático en utilizar el método topológico-funcional.
En 1931 extendió el teorema del punto fijo de Brouwer a las ecuaciones diferenciales ordinarias y con derivadas parciales.
En 1932 demostró que una transformación entre dos espacios de Banach es invertible solamente si es localmente invertible y las únicas sucesiones que se transforman en sucesiones convergentes son las sucesiones compactas.
Entre 1933 y 1938 aplicó sus resultados a las ecuaciones elípticas.
En 1935 solucionó el decimonono problema de Hilbert sobre las ecuaciones elípticas de clase C2.
entre 1952 y 1953 extendió a las funciones pseudoanalíticas algunas de las propiedades de las funciones analíticas.